# Racopilum squarrifolium
Racopilum squarrifolium là một loài rêu trong họ Racopilaceae. Loài này được (E.B. Bartram) T.J. Kop. & D.H. Norris mô tả khoa học đầu tiên năm 1985.